# Helen Estabrook
Helen Estabrook é uma produtora de cinema estadunidense. Foi indicada ao Oscar de melhor filme na edição de 2015 pela realização de Whiplash, ao lado de Jason Blum e David Lancaster.

## Prêmios e indicações
- Indicada: Oscar de melhor filme - Whiplash (2015)